# Lovaglás az 1992. évi nyári olimpiai játékokon
Az 1992. évi nyári olimpiai játékokon a lovaglásban hat versenyszámot rendeztek.

## Eseménynaptár
| S | Selejtezők | D | Döntő |

| Versenyszám         | júl./aug. | júl./aug. | júl./aug. | júl./aug. | júl./aug. | júl./aug. | júl./aug. | júl./aug. | júl./aug. | júl./aug. | júl./aug. | júl./aug. | júl./aug. | júl./aug. | júl./aug. | júl./aug. | júl./aug. | júl./aug. | júl./aug. | júl./aug. | júl./aug. | júl./aug. | júl./aug. | júl./aug. | júl./aug. | júl./aug. |
| Versenyszám         | 28        | 28        | 29        | 29        | 30        | 30        | 31        | 31        | 1         | 1         | 2         | 2         | 3         | 3         | 4         | 4         | 5         | 5         | 6         | 6         | 7         | 7         | 8         | 8         | 9         | 9         |
| ------------------- | --------- | --------- | --------- | --------- | --------- | --------- | --------- | --------- | --------- | --------- | --------- | --------- | --------- | --------- | --------- | --------- | --------- | --------- | --------- | --------- | --------- | --------- | --------- | --------- | --------- | --------- |
| 0Díjlovaglás egyéni |           |           |           |           |           |           |           |           |           |           | S         | S         |           |           |           |           | D         | D         |           |           |           |           |           |           |           |           |
| 0Díjlovaglás csapat |           |           |           |           |           |           |           |           |           |           | D         | D         |           |           |           |           |           |           |           |           |           |           |           |           |           |           |
| 0Díjugratás egyéni  |           |           |           |           |           |           |           |           |           |           |           |           |           |           | S         | S         | S         | S         | S         | S         | S         | S         |           |           | D         | D         |
| 0Díjugratás csapat  |           |           |           |           |           |           |           |           |           |           |           |           |           |           | S         | D         |           |           |           |           |           |           |           |           |           |           |
| 0Lovastusa egyéni   | Dl        | Dl        | Tl        | Tl        | Du        | D         |           |           |           |           |           |           |           |           |           |           |           |           |           |           |           |           |           |           |           |           |
| 0Lovastusa csapat   | Dl        | Dl        | Tl        | Tl        | Du        | D         |           |           |           |           |           |           |           |           |           |           |           |           |           |           |           |           |           |           |           |           |

## Éremtáblázat
(Az egyes számoszlopok legmagasabb értéke, vagy értékei vastagítással kiemelve.)
| Az 1992. évi nyári olimpiai játékok éremtáblázata lovaglásban | Az 1992. évi nyári olimpiai játékok éremtáblázata lovaglásban | Az 1992. évi nyári olimpiai játékok éremtáblázata lovaglásban | Az 1992. évi nyári olimpiai játékok éremtáblázata lovaglásban | Az 1992. évi nyári olimpiai játékok éremtáblázata lovaglásban | Olimpia  |
| ------------------------------------------------------------- | ------------------------------------------------------------- | ------------------------------------------------------------- | ------------------------------------------------------------- | ------------------------------------------------------------- | -------- |
|                                                               | Ország                                                        | Arany                                                         | Ezüst                                                         | Bronz                                                         | Összesen |
| 1.                                                            | Németország (GER)                                             | 3                                                             | 2                                                             | 2                                                             | 7        |
| 2.                                                            | Ausztrália (AUS)                                              | 2                                                             | 0                                                             | 0                                                             | 2        |
| 3.                                                            | Hollandia (NED)                                               | 1                                                             | 2                                                             | 0                                                             | 3        |
|                                                               |                                                               |                                                               |                                                               |                                                               |          |
| 4.                                                            | Új-Zéland (NZL)                                               | 0                                                             | 1                                                             | 1                                                             | 2        |
| 5.                                                            | Ausztria (AUT)                                                | 0                                                             | 1                                                             | 0                                                             | 1        |
|                                                               |                                                               |                                                               |                                                               |                                                               |          |
| 6.                                                            | Egyesült Államok (USA)                                        | 0                                                             | 0                                                             | 2                                                             | 2        |
| 7.                                                            | Franciaország (FRA)                                           | 0                                                             | 0                                                             | 1                                                             | 1        |
|                                                               |                                                               |                                                               |                                                               |                                                               |          |
| Összesen                                                      | Összesen                                                      | 6                                                             | 6                                                             | 6                                                             | 18       |

## Érmesek
| Az 1992. évi nyári olimpiai játékok érmesei lovaglásban | | | |
| Versenyszám                                             | Arany | Ezüst | Bronz |
| Díjlovaglás egyéni                                      | Nikole Uphoff Rembrandt · Németország (GER)                                                                                | Isabell Werth Gigolo · Németország (GER) | Klaus Balkenhol Goldstern · Németország (GER)                                                                                             |
| Díjlovaglás csapat                                      | Németország (GER) · Klaus Balkenhol Goldstern · Nicole Uphoff Rembrandt · Monica Theodorescu Grunox · Isabell Werth Gigolo | Hollandia (NED) · Tineke Bartels-de Vries Olympic Courage · Anky van Grunsven Bonfire · Ellen Bontje Olympic Larius · Annemarie Sanders-Keijzer Olympic Montreux | Egyesült Államok (USA) · Robert Dover Lectron · Carol Lavell Gifted · Charlotte Bredahl Monsieur · Michael Poulin Graf George             |
| Díjugratás egyéni                                       | Ludger Beerbaum Classic Touch · Németország (GER)                                                                          | Piet Raymakers Ratina Z · Hollandia (NED) | Norman Dello Joio Irish · Egyesült Államok (USA)                                                                                          |
| Díjugratás csapat                                       | Hollandia (NED) · Piet Raymakers Ratina Z · Bert Romp Waldo E · Jan Tops Top Gun · Jos Lansink Egano                       | Ausztria (AUT) · Boris Boor Love Me Tender · Jörg Münzner Graf Grande · Hugo Simon Apricot D · Thomas Frühmann Genius                                            | Franciaország (FRA) · Hervé Godignon Quidam de Revel · Hubert Bourdy Razzina du Poncel · Michel Robert Nonix · Eric Navet Quito de Baussy |
| Lovastusa egyéni                                        | Matthew Ryan Kibah Tic Toc · Ausztrália (AUS)                                                                              | Herbert Blöcker Feine Dame · Németország (GER) | Blyth Tait Messiah · Új-Zéland (NZL) |
| Lovastusa csapat                                        | Ausztrália (AUS) · David Green Duncan II · Gillian Rolton Peppermint Grove · Andrew Hoy Kiwi · Matthew Ryan Kibah Tic Toc  | Új-Zéland (NZL) · Blyth Tait Missiah · Andrew Nicholson Spinning Rhombus · Mark Todd Welton Greylag · Victoria Latta Chief                                       | Németország (GER) · Herbert Blöcker Feine Dame · Ralf Ehrenbrink Kildare · Matthias Baumann Alabaster · Cord Mysegaes Ricardo             |